# Castanopsis fleuryi
Castanopsis fleuryi är en bokväxtart som beskrevs av Paul Robert Hickel och Aimée Antoinette Camus. Castanopsis fleuryi ingår i släktet Castanopsis och familjen bokväxter. Inga underarter finns listade.